# Johann Wolff (Politiker, 1595)
Johann Wolff (* 9. Februar 1595; † 12. Oktober 1635 in Heilbronn) war ein deutscher Politiker und 1635 Bürgermeister von Heilbronn.

## Leben
Wolff war der Sohn des Mundelsheimer Amtmanns Johann Wolff und der Halbbruder von Susanna Wolff, der Ehefrau Jeremias Imlins. J. Imlin war ein Sohn von Bürgermeister Clement Imlin.
Er war 1621 Mitglied des Gerichts und gehörte 1622 dem kleinen, inneren Rat („von den burgern“) an; 1633 war er Steuerherr. 1635 starb er an der Pest.
Wolff heiratete Magdalena Orth, eine Tochter des Bürgermeisters Philipp Orth.